# Mitja Oranič
Mitja Oranič (* 3. April 1986 in Kranj) ist ein ehemaliger slowenischer Nordischer Kombinierer und heutiger Skisprungtrainer.

## Werdegang
Oranič gab sein internationales Debüt 2001 im B-Weltcup der Nordischen Kombination. Bei der Junioren-Weltmeisterschaft 2003 in Sollefteå erreichte er mit dem Team den 5. Platz, im Gundersen landete er auf Platz 45, im Sprint auf Platz 31. Ein Jahr später gelang es ihm bei der Junioren-Weltmeisterschaft in Stryn seine Ergebnisse minimal zu steigern. 2004 und 2005 startete Oranič auch bei FIS-Rennen und konnte dort teilweise Ergebnisse unter den besten zehn erreichen. Bei der Junioren-Weltmeisterschaft 2006 in Kranj erreichte er im Sprint den 14. Platz und im Gundersen den 30. Platz. Mit dem Team kam er erneut nicht über den 4. Platz hinaus und verpasste damit knapp die Medaillenränge. Nach aufsteigenden Leistungen gab er am 13. Januar 2007 in Lago di Tesero sein Debüt im Weltcup der Nordischen Kombination. In Sapporo konnte er bei der Nordischen Skiweltmeisterschaft 2007 im Sprint wie auch im Gundersen nur Platzierungen unter den besten vierzig erreichen. Auch zwei Jahre später bei der Nordischen Skiweltmeisterschaft 2009 in Liberec konnte er seine Leistungen nicht wesentlich steigern. In der Gesamtwertung der Saison 2008/09 erreichte er mit Platz 40 jedoch sein bislang bestes Ergebnis. Bei den Slowenischen Meisterschaften im Skispringen 2009 in Kranj erreichte er im Teamspringen den vierten Platz und verpasste damit nur knapp die Medaillenränge. Bei den Olympischen Winterspielen 2010 in Vancouver erreichte er im Einzel von der Normalschanze den 31. Platz und von der Großschanze den 41. Platz. Vier Jahre später belegte er bei den Olympischen Winterspielen 2014 in Sotschi in den Gundersen-Wettkämpfen von der Normalschanze den 37. und von der Großschanze den 39. Rang. Oranič beendete nach den Olympischen Spielen seine Karriere.
Im Mai 2021 trat Oranič die Nachfolge von Vasja Bajc als Cheftrainer des ungarischen Nationalteams an. Sein Fokus lag dabei auf der Betreuung der besten ungarischen Athletin Virág Vörös.

## Erfolge

### Continental-Cup-Siege im Einzel
| Nr. | Datum           | Ort   | Disziplin               |
| --- | --------------- | ----- | ----------------------- |
| 1.  | 24. Januar 2009 | Kranj | Gundersen Normalschanze |

## Statistik

### Weltcup-Platzierungen
| Saison  | Platz | Punkte |
| ------- | ----- | ------ |
| 2007/08 | 62.   | 16     |
| 2008/09 | 40.   | 88     |
| 2009/10 | 54.   | 19     |
| 2010/11 | 33.   | 62     |
| 2011/12 | 41.   | 45     |
| 2012/13 | 45.   | 32     |
| 2013/14 | 49.   | 29     |

### Grand-Prix-Platzierungen
| Saison | Platz | Punkte |
| ------ | ----- | ------ |
| 2011   | 41.   | 08     |